# Arbela (geslacht)
Arbela is een geslacht van wantsen uit de familie van de Nabidae (Sikkelwantsen). Het geslacht werd voor het eerst wetenschappelijk beschreven door Carl Stål in 1865.

## Soorten
Het genus bevat de volgende soorten:

- Arbela carayoni Kerzhner, 1986
- Arbela costalis Stål, 1873
- Arbela elegantula Stål, 1865
- Arbela lemkaminensis Kerzhner, 1970
- Arbela limbata Kerzhner, 1970
- Arbela nitidula (Stal, 1860)
- Arbela peterseni Kerzhner, 1970
- Arbela polita Stål, 1871
- Arbela pulchella Hsiao, 1981
- Arbela simplicipes (Poppius, 1915)
- Arbela sophiae Kerzhner, 1970
- Arbela tabida (Uhler, 1896)
- Arbela telomi (Distant, 1903)